# L'Homme qui refusait de mourir
L'Homme qui refusait de mourir (The Man who wouldn't die) est un téléfilm de Bill Condon, diffusé en 1995.

## Synopsis
Un évadé aurait l'intention de se venger contre un écrivain.

## Fiche technique
genre : drame , thriller

## Distribution
- Roger Moore : Thomas Grace / Inspector Fulbright
- Malcolm McDowell : Bernard Drake / Ian Morrissey
- Nancy Allen : Jessie Gallardo
- Jackson Davies : Lt. Powers
- Eric McCormack : Jack Sullivan
- Roman Podhora : Walter Tilley
- Gillian Barber : Art Sycophant
- Roger R. Cross : McKinnon
- Kevin McNulty : Curruthers